# Arckanum
Arckanum — шведская блэк-метал группа, образованная в 1993 году Юханом "Shamaatae" Лагером (Johan "Shamaatae" Lahger) (Shamaatae также автор книг, пишущий под псевдонимом Vexior/Ekortu).

## История
Shamaatae с одиннадцати лет играл в музыкальной группе, позднее преобразовавшейся в Grotesque. После ухода из группы Grotesque Shamaatae сформировал Disinterment - группу исполнявшую технический дэт-метал, которая, прежде чем распасться, успела записать один демо-альбом и сыграть несколько концертов. В конце 1992 года Shamaatae решил играть блэк-метал и образовал Arckanum. Первоначально в группе были и другие участники, но после шести месяцев существования она превратилась в сольный проект. Shamaatae работал с en:Necropolis Records до 1998 года, затем, после банкротства лейбла, обратился к написанию книг о древнескандинавских традициях, рунической магии, сатанизме и гностицизме. В то же время он продолжал работать над проектом Arkanum и был ударником в The Hearsemen. Следующий полноформатный альбом Antikosmos вышел в 2008 году. 1 июня 2009 года вышел альбом ÞÞÞÞÞÞÞÞÞÞÞ. В качестве приглашённого музыканта на альбоме ÞÞÞÞÞÞÞÞÞÞÞ выступил en:Set Teitan (Dissection, Watain). Восьмой альбом Arckanum, Fenris Kindir, был выпущен 10 мая 2013 году.
29 сентября 2017 года вышел девятый полноформатный альбом Den Förstfödde.

## Тексты песен
Тексты песен Arckanum в основном касаются поклонению Хаосу, а также "антикосмическому" сатанизму. Язык песен напоминает древнешведский язык, по словам Shamaatae, он пытается писать свою лирику грамматически правильно. Однако на трех последних альбомах язык напоминает древнеисландский.

## Дискография

### Альбомы
- Fran marder (May 15, 1995) Necropolis
- Kostogher (Feb. 20, 1997) Necropolis
- Kampen (1998) Necropolis
- The 11 Year Anniversary Album (Nov. 1, 2004) Carnal (компиляция)
- Antikosmos (June 21, 2008) Debemur Morti/Moribund
- ÞÞÞÞÞÞÞÞÞÞÞ (May 29, 2009) Debemur Morti
- Sviga læ (Oct. 18, 2010) Regain Records
- Helvítismyrkr (Sept. 16, 2011) Season of Mist[5]
- Fenris Kindir (May 10, 2013) Season of Mist[6]
- Den Förstfödde (Sept. 29, 2017)

### Демо
- Demo ‘93 (1993)
- Trulen (1994)

### EP
- Boka vm Kaos (Feb. 2002)
- Kosmos wardhin dræpas om sin / Emptiness Enthralls (Feb. 2003) (сплит с Contamino)
- Kaos svarta mar / Skinning the Lambs (June 14, 2004) Carnal (сплит с Svartsyn)
- Grimalkinz skaldi (June 13, 2008)
- Antikosmos (April 11, 2008)
- Hadelik (Sept. 7, 2008) (сплит с Sataros Grief)
- Þyrmir (Oct. 30, 2009)